# Scopula grisescens
Scopula grisescens là một loài bướm đêm trong họ Geometridae.